# Tití bru
El tití bru (Plecturocebus brunneus) és un primat platirrí de la família dels pitècids.
Anteriorment se'l considerava una subespècie del tití gris (com a Callicebus moloch ornatus), del qual es diferencia per la seva coloració majoritàriament bruna, però sobretot per la manca de color vermell al ventre. Viu en una àmplia zona del centre del Brasil, que s'estén fins a la frontera amb Bolívia. Habita la selva pluvial, sempre a prop d'una font permanent d'aigua.